# Rinaldo Karlsson
Rinaldo Karlsson, född 1942, död 28 mars 2002, var en svensk politiker (socialdemokratisk) från Skelleftehamn, som mellan 1986 och 2002 var riksdagsledamot för Västerbottens läns valkrets. Karlsson var även Socialdemokraternas alkoholpolitiske talesman.